# Brás Soares de Sousa
Brás Soares de Sousa (c. 1570 — Capitania de Pernambuco, 1634) foi o 6.º capitão do donatário na ilha de Santa Maria, nos Açores.

## Biografia
Nascido Brás Soares de Albuquerque, ao suceder ao pai no morgadio teve que assumir o sobrenome deste (Sousa). No contexto da Dinastia Filipina, foi confirmado no cargo de capitão da ilha de Santa Maria a 16 de Julho de 1594, sucedendo a Jerónimo Coutinho.
Serviu na Praça-forte de Ceuta de 1613 a 1615, e esteve embarcado na Armada das ilhas de 1615, 1617, 1618 e 1621, vindo a ser recompensado por esses serviços com a Comenda da Ilha de Santa Maria da Ordem de Nosso Senhor Jesus Cristo, começando a gozar os seus proventos a partir de 24 de junho de 1623. Entretanto, tendo os recursos anteriores desta comenda sido consumidos no Real serviço, o soberano impunha a Brás Soares de Sousa a obrigação de doar, por cinco anos a partir de então, os rendimentos da dita comenda para a fortificação que o soberano ia ordenar para a dita ilha. Nesse período não os poderia receber e cobraria ao Provedor da Fazenda das Ilhas Terceiras, que conservaria esses montantes em arca separada e fechada os recursos para se despender na obra da fortificação, por ordem do Conselho de Fazenda. Concluída a fortificação, no período aprazado, aquele rendimento deveria ser aplicado aos reparos das igrejas conforme o necessário, a ser estipulado pela Mesa da Consciência e Ordens.
Terá combatido na Praça-forte de Mazagão, assim como os corsários ingleses da armada do conde de Cumberland e piratas da Barbária que assaltaram Vila do Porto respectivamente em 1589 e 1616.
Na Biblioteca Nacional da Ajuda em Lisboa, conserva-se cópia de carta de Filipe III de Portugal (1621-1640) a Brás Soares de Sousa, datada de 7 de setembro de 1628 sobre uma queixa deste último, na qualidade de procurador de seu pai enquanto capitão do donatário da ilha de Santa Maria, sobre Simão Goardes Peixoto.
Numa viagem que fez a Lisboa, adoeceu e foi tratado na casa de uma fidalga, Maria da Câmara, viúve de João Nunes Velho, que era filha de um sobrinho de Gonçalo Velho. Tendo ali sendo muito bem tratado, e como esta parenta era pobre, Brás Soares desposou uma filha dela, D. Dorotea da Câmara, demonstrando assim a sua gratidão.
Voltou para Santa Maria acompanhado da esposa, com quem teve três filhos: Pero Soares, Manuel de Sousa e António Soares, e mais algumas filhas, duas das quais professaram como freiras no Convento da Esperança, em Ponta Delgada.
Durante a primeira das invasões holandesas do Brasil (1624-1625), tomou parte da chamada "Jornada dos Vassalos", a poderosa esquadra que libertou Salvador em 1625. No seu regresso, foi agraciado com a Comenda de Nossa Senhora da Assunção.
Quando da segunda invasão (1630-1654), pereceu em combate na capitania de Pernambuco, em 1634.